# Reith im Alpbachtal
Reith im Alpbachtal (tra il 1952 e il 1976 Reith bei Brixlegg) è un comune austriaco di 2 702 abitanti nel distretto di Kufstein, in Tirolo.